# Texas Hippie Coalition
Texas Hippie Coalition é uma banda de Denison, Texas, formada em 2008.

## História

### Início do THC
Big Dad Ritch, Randy Cooper e John Exall encontraram-se em Denison, Texas. Uma pequena cidade com uma quantidade muito limitada de músicos, bandas rivais eram forçadas a trabalhar juntas para criar viagens para cidades, como Dallas, a fim de fazer shows. Originalmente, a partir de bandas rivais, Ritch, Randy e John se juntaram e começaram a tocar, escrever e eventualmente gravar juntos.
Pouco tempo depois, Texas Hippie Coalition emergiu do Red River Valley que faz fronteira com o Norte do Texas e do sul de Oklahoma e começou a turnê divulgando seu álbum independente Pride of Texas. Eles fizeram uma turnê de costa a costa, colocando-se na frente dos fãs em todos os lugares com o seu estilo de música chamado "red dirt metal" (metal da terra vermelha).
Foi isso que levou a banda ao guitarrista e baterista Ryan Bennett, do Crawfish. Ele foi apresentado ao grupo por um amigo em comum e, apesar de fiel à banda com que ele estava em turnê no momento, assim que eles deram uma parada, ele aceitou o convite de integrar o THC. Quando o grupo procurava por um novo baterista, eles tentaram Satnes Allen e Ryan Bennett, que era um designer gráfico da empresa que gerenciava a banda. A banda ficou impressionada com as habilidades de Bennett, e convidou-o a juntar-se a banda após a saída do baterista original.

## Lançamento deRollin'
O grupo juntou-se ao multi-platinado produtor Dave Prater (Dream Theater, FireHouse) e seguiu para seu estúdio em Oklahoma para gravar seu segundo álbum, Rollin', lançado em 6 de julho de 2010, seu primeiro lançamento nacional. Teve um single, "Pissed Off and Mad About It".

## THC no Brasil
O Texas Hippie Coalition se apresentou no Brasil pela primeira vez em São Paulo capital no dia 17 de Abril de 2011 na Virada Cultural. No primeiro semestre de 2013, a banda voltou a excursionar pelo Brasil e América Latina.

## Discografia
- Pride of Texas - 2008
- Rollin' - 2010
- Peacemaker - 2012
- Ride On - 2014
- Dark Side of Black - 2016
- High in the Saddle - 2019